# جون هوبكينز (لاعب كريكت)
جون هوبكينز (16 يونيو 1953 - ) (بالإنجليزية: John Hopkins)‏ هو لاعب كريكت جنوب أفريقي.

## وصلات خارجية
- جون هوبكينز على موقع إي آس بي آن كريك إنفو (الإنجليزية)